# Mario Manningham
Mario Cashmere Manningham (Warren, 25 maggio 1986) è un ex giocatore di football americano statunitense che ha giocato nel ruolo di wide receiver nella National Football League (NFL). Fu scelto nel corso del terzo giro (95º assoluto) del draft NFL 2008 dai Giants. Al college giocò a football a Michigan.

## Carriera professionistica

### New York Giants

#### Stagione 2008
Manningham fu scelto nel terzo giro del Draft 2008 dai New York Giants. Durante il suo primo training camp, Manningham affermò di non veder l'ora di giocare col suo ex compagno nei Michigan Wolverines Amani Toomer. Manningham firmò un contratto quadriennale del valore di 2,3 milioni di dollari. Manningham mise a segno la sua prima ricezione il 5 ottobre 2008 in una gara contro i Seattle Seahawks vinta dai Giants 44-6.

#### Stagione 2009
Manningham sulle abilità di ritorno dai punt return e lottò per un posto da punt returner nel 2009.
Manningham iniziò la stagione ricevendo tre passaggi per 58 yard e un touchdown nella vittoria dei Giants 23-17 sui Washington Redskins. Nella partita successiva ricevette 10 passaggi per 150 yard e segnò un altro touchdown nella vittoria 33-31 sui Dallas Cowboys. Dopo tale partita, a causa dell'infortunio di Domenik Hixon, Mario divenne il wide receiver titolare dei Giants.

#### Stagione 2010
Nella stagione 2010, Manningham restò stabilmente il titolare dei New York Giants, conseguendo i propri record stagionali in carriera per ricezioni (60), yard ricevute (944) e touchdown su ricezione (9).

#### Stagione 2011
Nella stagione regolare, Manningham perse quattro partite a causa di un infortunio. I Giant riuscirono a qualificarsi per i playoff grazie alla vittoria decisiva nell'ultima gara della stagione regolare contro i Dallas Cowboys avanzando poi fino al Super Bowl.
Il 5 febbraio 2012, Manningham ricevette il passaggio decisivo nel corso del quarto periodo del Super Bowl XLVI contro i Patriots. Sotto di due punti con 3 minuti e 46 secondi rimanenti, i Giants iniziarono il drive vincente. Eli Manning lanciò un lungo passaggio verso la linea laterale sinistra per Mario Manningham che mantenne i piedi in campo per pochi centimetri circondato da due difensori. Il drive si concluse poi col touchdown vincente di Ahmad Bradshaw su ricezione da 6 yard e i Giants batterono i New England Patriots 21-17. Manningham terminò la gara con 5 ricezioni per 73 yard.

### San Francisco 49ers

#### Stagione 2012
Il 18 marzo 2012, Manningham firmò un contratto biennale coi San Francisco 49ers. Nella settimana 3, i 49ers persero a sorpresa la prima gara della stagione contro i Minnesota Vikings dove Mario guidò per la prima volta la squadra con 56 yard ricevute. I 49ers si rifecero nella settimana 4 schiantando per 34-0 in trasferta i New York Jets con Mario che guidò ancora la squadra con 47 yard ricevute.

## Palmarès
- Super Bowl : 1

New York Giants: Super Bowl XLVI
- National Football Conference Championship: 2

New York Giants: 2011
San Francisco 49ers: 2012

## Statistiche
Ricezioni
| Anno   | Squadra             | Gare | Ric | Yard  | Y/R  | TD |
| ------ | ------------------- | ---- | --- | ----- | ---- | -- |
| 2008   | New York Giants     | 7    | 4   | 26    | 6,5  | 0  |
| 2009   | New York Giants     | 14   | 57  | 822   | 14,4 | 5  |
| 2010   | New York Giants     | 16   | 60  | 944   | 15,7 | 9  |
| 2011   | New York Giants     | 12   | 39  | 523   | 13,4 | 4  |
| 2012   | San Francisco 49ers | 12   | 42  | 449   | 10,7 | 1  |
| 2013   | San Francisco 49ers | 6    | 9   | 85    | 9,4  | 0  |
| Totale |                     | 67   | 211 | 2 849 | 13,5 | 19 |